# Collegio di Mid Worcestershire
Mid Worcestershire è stato un collegio elettorale inglese situato nel Worcestershire, nelle Midlands Occidentali, rappresentato alla Camera dei comuni del Parlamento del Regno Unito. Eleggeva un membro del parlamento con il sistema first-past-the-post, ossia maggioritario a turno unico; il collegio è stato abolito in occasione della revisione periodica del 2024.

## Estensione
Il collegio di Mid Worcestershire rimase quasi intatto dal 1997 al 2024 e copriva la parte centrale e sud-orientale del Worcestershire. Comprendeva parte del distretto di Wychavon, inclusa Broadway, Droitwich Spa e Evesham, ma non comprendeva le aree di Pershore (che si trovava nel collegio di West Worcestershire) e il ward di Inkberrow (che si trovava nel collegio di Redditch).
- 1983-1997: il Borough of Redditch, e i ward del distretto di Wychavon di Bowbrook, Claines Central and West, Claines East, Dodderhill, Droitwich Central, Droitwich South, Droitwich West, Hanbury, Hartlebury, Lovett e Ombersley
- 1997-2010: i ward del distretto di Wychavon di Badsey, Bowbrook, Bretforton and Offenham, Broadway, Dodderhill, Drakes Broughton, Droitwich Central, Droitwich South, Droitwich West, Evesham East, Evesham Hampton, Evesham North, Evesham South, Evesham West, Fladbury, Hanbury, Hartlebury, Harvington and Norton, Honeybourne and Pebworth, Lenches, Lovett, North Claines, Ombersley, Pinvin, Spetchley, The Littletons, Upton Snodsbury e Wickhamford.
- 2010-2024: i ward del distretto di Wychavon di Badsey, Bengeworth, Bowbrook, Bretforton and Offenham, Broadway and Wickhamford, Dodderhill, Drakes Broughton, Droitwich Central, Droitwich East, Droitwich South East, Droitwich South West, Droitwich West, Evesham North, Evesham South, Fladbury, Great Hampton, Hartlebury, Harvington and Norton, Honeybourne and Pebworth, Little Hampton, Lovett and North Claines, Norton and Whittington, Ombersley, Pinvin, The Littletons e Upton Snodsbury.

## Membri del parlamento
| Elezione | Elezione         | Deputato         | Partito          |
| -------- | ---------------- | ---------------- | ---------------- |
|          | 1983             | Eric Forth       | Conservatore     |
| 1997     | Peter Luff       |                  | Conservatore     |
| 2015     | Nigel Huddleston |                  | Conservatore     |
|          | 2024             | Collegio abolito | Collegio abolito |

## Elezioni

### Elezioni negli anni 2010
| Partito                    | Partito                                   | Candidato                  | Risultati 12 dicembre 2019 | Risultati 12 dicembre 2019 |
| Partito                    | Partito                                   | Candidato                  | Voti                       | %                          |
| -------------------------- | ----------------------------------------- | -------------------------- | -------------------------- | -------------------------- |
|                            | Conservatore                              | Nigel Huddleston           | 37 426                     | 66,69                      |
|                            | Laburista                                 | Helen Russell              | 9 408                      | 16,76                      |
|                            | Lib Dem                                   | Margaret Rowley            | 6 474                      | 11,54                      |
|                            | Verdi                                     | Sue Howarth                | 2 177                      | 3,88                       |
|                            | Monster Raving Loony                      | Barmy Brockman             | 638                        | 1,14                       |
|                            |                                           |                            |                            |                            |
| Iscritti                   | Iscritti                                  | Iscritti                   | 78 221                     | 100,00                     |
| ↳ Votanti (% su iscritti)  | ↳ Votanti (% su iscritti)                 | ↳ Votanti (% su iscritti)  | 56 123                     | 71,75                      |
| ↳ Astenuti (% su iscritti) | ↳ Astenuti (% su iscritti)                | ↳ Astenuti (% su iscritti) | 22 098                     | 28,25                      |
|                            |                                           |                            |                            |                            |
|                            | Esito: collegio confermato a Conservatore |                            |                            |                            |

| Partito                    | Partito                                   | Candidato                  | Risultati 8 giugno 2017 | Risultati 8 giugno 2017 |
| Partito                    | Partito                                   | Candidato                  | Voti                    | %                       |
| -------------------------- | ----------------------------------------- | -------------------------- | ----------------------- | ----------------------- |
|                            | Conservatore                              | Nigel Huddleston           | 35 967                  | 65,29                   |
|                            | Laburista                                 | Fred Grindrod              | 12 641                  | 22,95                   |
|                            | Lib Dem                                   | Margaret Rowley            | 3 450                   | 6,26                    |
|                            | UKIP                                      | David Greenwood            | 1 660                   | 3,01                    |
|                            | Verdi                                     | Fay Whitfield              | 1 371                   | 2,49                    |
|                            |                                           |                            |                         |                         |
| Iscritti                   | Iscritti                                  | Iscritti                   | 76 052                  | 100,00                  |
| ↳ Votanti (% su iscritti)  | ↳ Votanti (% su iscritti)                 | ↳ Votanti (% su iscritti)  | 55 191                  | 72,57                   |
| ↳ Astenuti (% su iscritti) | ↳ Astenuti (% su iscritti)                | ↳ Astenuti (% su iscritti) | 20 861                  | 27,43                   |
|                            |                                           |                            |                         |                         |
|                            | Esito: collegio confermato a Conservatore |                            |                         |                         |

| Partito                    | Partito                                   | Candidato                  | Risultati 7 maggio 2015 | Risultati 7 maggio 2015 |
| Partito                    | Partito                                   | Candidato                  | Voti                    | %                       |
| -------------------------- | ----------------------------------------- | -------------------------- | ----------------------- | ----------------------- |
|                            | Conservatore                              | Nigel Huddleston           | 29 763                  | 57,01                   |
|                            | UKIP                                      | Richard Keel               | 9 213                   | 17,65                   |
|                            | Laburista                                 | Robin Lunn                 | 7 548                   | 14,46                   |
|                            | Lib Dem                                   | Margaret Rowley            | 3 750                   | 7,18                    |
|                            | Verdi                                     | Neil Franks                | 1 933                   | 3,70                    |
|                            |                                           |                            |                         |                         |
| Iscritti                   | Iscritti                                  | Iscritti                   | 73 041                  | 100,00                  |
| ↳ Votanti (% su iscritti)  | ↳ Votanti (% su iscritti)                 | ↳ Votanti (% su iscritti)  | 52 225                  | 71,50                   |
| ↳ Astenuti (% su iscritti) | ↳ Astenuti (% su iscritti)                | ↳ Astenuti (% su iscritti) | 20 816                  | 28,50                   |
|                            |                                           |                            |                         |                         |
|                            | Esito: collegio confermato a Conservatore |                            |                         |                         |

| Partito                    | Partito                                   | Candidato                  | Risultati 6 maggio 2010 | Risultati 6 maggio 2010 |
| Partito                    | Partito                                   | Candidato                  | Voti                    | %                       |
| -------------------------- | ----------------------------------------- | -------------------------- | ----------------------- | ----------------------- |
|                            | Conservatore                              | Peter Luff                 | 27 770                  | 54,52                   |
|                            | Lib Dem                                   | Margaret Rowley            | 11 906                  | 23,38                   |
|                            | Laburista                                 | Robin Lunn                 | 7 613                   | 14,95                   |
|                            | UKIP                                      | John White                 | 3 049                   | 5,99                    |
|                            | Verdi                                     | Gordon Matthews            | 593                     | 1,16                    |
|                            |                                           |                            |                         |                         |
| Iscritti                   | Iscritti                                  | Iscritti                   | 72 140                  | 100,00                  |
| ↳ Votanti (% su iscritti)  | ↳ Votanti (% su iscritti)                 | ↳ Votanti (% su iscritti)  | 50 931                  | 70,60                   |
| ↳ Astenuti (% su iscritti) | ↳ Astenuti (% su iscritti)                | ↳ Astenuti (% su iscritti) | 21 209                  | 29,40                   |
|                            |                                           |                            |                         |                         |
|                            | Esito: collegio confermato a Conservatore |                            |                         |                         |

### Elezioni negli anni 2000
| Partito                    | Partito                                   | Candidato                  | Risultati 5 maggio 2005 | Risultati 5 maggio 2005 |
| Partito                    | Partito                                   | Candidato                  | Voti                    | %                       |
| -------------------------- | ----------------------------------------- | -------------------------- | ----------------------- | ----------------------- |
|                            | Conservatore                              | Peter Luff                 | 24 783                  | 51,50                   |
|                            | Laburista                                 | Matthew Gregson            | 11 456                  | 23,80                   |
|                            | Lib Dem                                   | Margaret Rowley            | 9 796                   | 20,35                   |
|                            | UKIP                                      | Anthony Eaves              | 2 092                   | 4,35                    |
|                            |                                           |                            |                         |                         |
| Iscritti                   | Iscritti                                  | Iscritti                   | 71 511                  | 100,00                  |
| ↳ Votanti (% su iscritti)  | ↳ Votanti (% su iscritti)                 | ↳ Votanti (% su iscritti)  | 48 127                  | 67,30                   |
| ↳ Astenuti (% su iscritti) | ↳ Astenuti (% su iscritti)                | ↳ Astenuti (% su iscritti) | 23 384                  | 32,70                   |
|                            |                                           |                            |                         |                         |
|                            | Esito: collegio confermato a Conservatore |                            |                         |                         |

| Partito                    | Partito                                   | Candidato                  | Risultati 7 giugno 2001 | Risultati 7 giugno 2001 |
| Partito                    | Partito                                   | Candidato                  | Voti                    | %                       |
| -------------------------- | ----------------------------------------- | -------------------------- | ----------------------- | ----------------------- |
|                            | Conservatore                              | Peter Luff                 | 22 937                  | 51,09                   |
|                            | Laburista                                 | David Bannister            | 12 310                  | 27,42                   |
|                            | Lib Dem                                   | Robert Browne              | 8 420                   | 18,75                   |
|                            | UKIP                                      | Anthony Eaves              | 1 230                   | 2,74                    |
|                            |                                           |                            |                         |                         |
| Iscritti                   | Iscritti                                  | Iscritti                   | 70 347                  | 100,00                  |
| ↳ Votanti (% su iscritti)  | ↳ Votanti (% su iscritti)                 | ↳ Votanti (% su iscritti)  | 44 897                  | 63,82                   |
| ↳ Astenuti (% su iscritti) | ↳ Astenuti (% su iscritti)                | ↳ Astenuti (% su iscritti) | 25 450                  | 36,18                   |
|                            |                                           |                            |                         |                         |
|                            | Esito: collegio confermato a Conservatore |                            |                         |                         |

## Risultati dei referendum

### Referendum sulla permanenza del Regno Unito nell'Unione europea del 2016
|             | Collegio           | Lasciare UE % | Rimanere in UE % |
| ----------- | ------------------ | ------------- | ---------------- |
|             | Mid Worcestershire | 58,9%         | 41,1%            |
| Inghilterra | 53,3%              | 46,7%         |                  |
| Regno Unito | 51,9%              | 48,1%         |                  |